# Kazimierz Koźniewski
Kazimierz Koźniewski (ur. 26 lipca 1919 w Warszawie, zm. 15 kwietnia 2005 tamże) – historyk harcerstwa, prozaik, publicysta, eseista, reportażysta, harcerz z pokolenia Kolumbów, wieloletni tajny współpracownik SB. Autor scenariuszy do kilku filmów fabularnych.

## Życiorys
Urodził się w rodzinie Wacława i Wiktorii z Majkowskich. Miał brata Jana, konstruktora lotniczego, oraz siostrę. Maturę zdał w 1938 roku w gimnazjum im. Stanisława Staszica w Warszawie. Studia polonistyczne odbył na Uniwersytecie Warszawskim, najpierw jawne, później tajne w konspiracji. Debiutował w czasopismach młodzieżowych, szkolnych, harcerskich, akademickich – m.in. „Kuźnia Młodych”, „Nowa Kuźnia Młodych”, „Orka na Ugorze”, „Na Tropie”, „W Kręgu Wodzów” i inne.
W latach 1939–1940 jeden z założycieli i członek konspiracyjnego PLAN-u. Od kwietnia 1940 roku do lutego 1941 roku służył w Wojsku Polskim we Francji i w Szkocji. W 1941 roku został wysłany jako kurier rządu polskiego do kraju, podczas wykonywania tej misji w sierpniu 1941 roku został aresztowany w Budapeszcie, gdzie był więziony aż do roku 1942. W czerwcu 1943 roku powrócił nielegalnie do kraju. W latach 1943–1945 był pracownikiem Departamentu Informacji Delegatury Rządu RP na Kraj, pracował w konspiracji. Był współpracownikiem pism konspiracyjnych oraz członkiem Naczelnictwa Szarych Szeregów.
Od jesieni 1945 roku był członkiem redakcji „Przekroju”, a od roku 1957 do śmierci członkiem zespołu redakcyjnego „Polityki”. W latach 1957–1982 był redaktorem naczelnym „Magazynu Polskiego”, a w latach 1982–1985 – tygodnika „Tu i Teraz”. Współpracował z wieloma pismami i gazetami. Autor ok. 50 książek i co najmniej 6000 artykułów w prasie periodycznej.
Od lat 40. XX wieku był tajnym współpracownikiem Ministerstwa Bezpieczeństwa Publicznego, Komitetu do spraw Bezpieczeństwa Publicznego i Służby Bezpieczeństwa PRL o kryptonimie 33. Należał do najbardziej aktywnych i szkodliwych konfidentów w środowisku literackim. Donosił na każdy temat, na wielu pisarzy, m.in. na Kisiela, Pawła Hertza, Antoniego Słonimskiego, także i na swoich – np. na organizację partyjną literatów, której był członkiem. Od 1956 roku należał do PZPR. Był świadkiem w pokazowym procesie Melchiora Wańkowicza w 1964 roku, który sam go powołał, nie spodziewając się nielojalności osoby, którą uważał za przyjaciela. Tymczasem Koźniewski obciążył go, powtarzając informacje zawarte w swoich donosach – o kontaktach Wańkowicza z Radiem Wolna Europa.
Członek Rady Krajowej PRON w 1983 roku. Jego tekst, popierający wprowadzenie stanu wojennego, władze rozpowszechniały na plakatach.
Jego żoną była Leona Hanna (1921–1997), córka ppłk. Leona Winiarskiego i Stanisławy z Szelochów (1896–1970), żołnierza POW i AK.

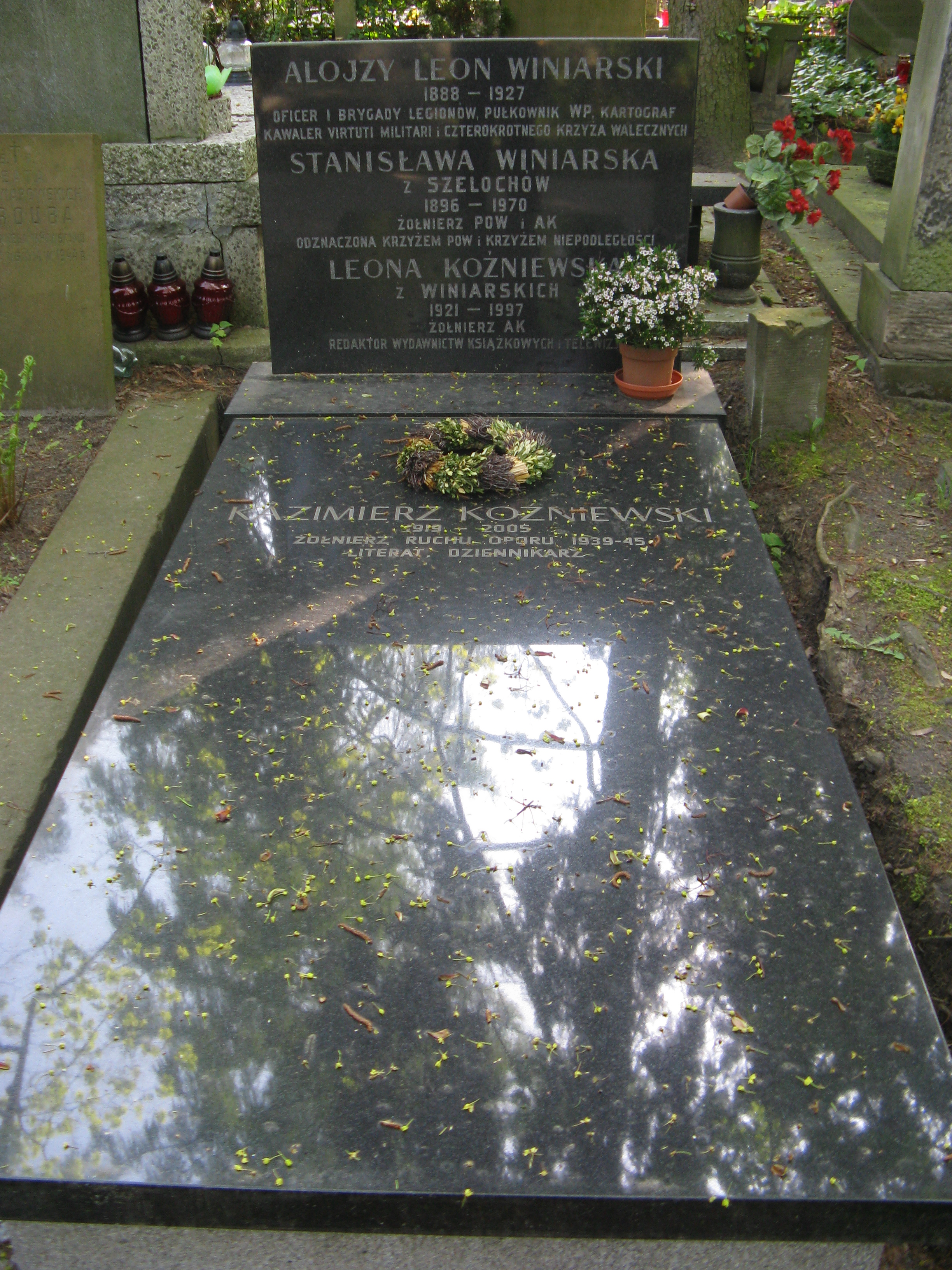
Grobowiec rodzin Winiarskich i Koźniewskich na cmentarzu Wojskowym na Powązkach.

Zmarł w Warszawie, pochowany 26 kwietnia 2005 roku w grobowcu rodziny Winiarskich na cmentarzu Wojskowym na Powązkach (kwatera A16-1-3). Żegnała go 16. Warszawska Drużyna Harcerzy im. Zawiszy Czarnego, z którą był związany.

## Twórczość
Pisał powieści autobiograficzne i wspomnieniowe, a także poruszające problematykę społeczną (Piątka z ulicy Barskiej). Swoje reportaże i recenzje wydał w dwóch tomach pt. „Historia co tydzień” (1976–1977).
W 1958 roku, pod pseudonimem Antoni Armand, opublikował jedyną w swoim dorobku powieść fantastycznonaukową – Człowiek z lustra. Była to sensacyjna opowieść o genetycznym eksperymencie pewnego profesora, który stworzył niezwykle inteligentnych „ludzi z probówki”. Książkę napisał we współpracy z Grażyną Terlikowską-Woysznic. W 1952 roku otrzymał Nagrodę Państwową III stopnia za powieść pt. Piątka z ulicy Barskiej.

### Najbardziej znane książki
- 11 naszych dni (1970)
- Biała plebania w Wolbromiu (1951)
- Bunt w więzieniu (1968)
- Czerwony harcmistrz. O Juliuszu Dąbrowskim
- Ile głosów – tyle prawd (1983), ISBN 83-10-08455-2
- I zawsze krzyż oksydowany...
- Ognie i ogniska. Drogi i przemiany harcerstwa polskiego
- Piątka z ulicy Barskiej (1952; Państwowa Nagroda Artystyczna III stopnia 1952; na jej podstawie powstał film fabularny w reżyserii Aleksandra Forda; lektura szkolna za czasów wczesnego PRL-u)
- Słownik swoich i obcych czyli alfabet Koźniewskiego (1995; wzorem Alfabetu Urbana)
- Sto koni do stu brzegów (1970; na jej podstawie powstał film fabularny w reżyserii Zbigniewa Kuźmińskiego)
- Szczotka do butów (1947)
- Śmierć w trójkącie błędów (1971)
- Tydzień do siódmej potęgi (1964; dla młodzieży; publikowana w serii „Biblioteka Młodych”)
- Wszystko w porządku (1973)
- Zimowe kwiaty (1959)

## Ordery, odznaczenia i nagrody
- Krzyż Komandorski z Gwiazdą Orderu Odrodzenia Polski (4 marca 2002)[12][13]
- Krzyż Komandorski Orderu Odrodzenia Polski (1974)
- Krzyż Oficerski Orderu Odrodzenia Polski (1959)
- Krzyż Kawalerski Orderu Odrodzenia Polski (11 lipca 1955)[14]
- Złoty Krzyż Zasługi (22 lipca 1953)[15]
- Medal 30-lecia Polski Ludowej
- Medal 10-lecia Polski Ludowej (11 stycznia 1955)[16]
- Krzyż „Za Zasługi dla ZHP” (1973)[6]
- Rozeta z Mieczami do Krzyża Zasługi dla ZHP (1995)
- Nagroda im. Ludwika Waryńskiego (1989) za książkę "Zostanie mit" ("Książka i Wiedza", 1988)[17]